# Talking to teapots
Talking to Teapots var en rockgrupp från Kristianstad, aktiva 1999-2012. Bandet bildades av Martin Månsson, Jimmy Nordström och Andreas Jönsson. Emil Engblom kom med 2004 och Henrik Hansson blev bandets femte medlem 2008.

## Medlemmar
- Martin Månsson – gitarr, keyboard, sång 1999–2012
- Jimmy Nordström – trummor, bakgrundssång, percussion, theremin (1999–2012
- Andreas Jönsson – basgitarr, sång 1999–2012
- Emil Engblom – gitarr, sång (2004–2012)
- Henrik Hansson – gitarr, keyboard (2008–2012)

## Diskografi
Studioalbum
- 2007 – The Re-Creation Of All Things (Empty Tape/First T Recordings)
- 2012 - "Talking To Teapots"

(Ljup Musik)
EP
- 2003 – Are You Talking To Teapots? (Play Me Like a Drum Records)
- 2005 – The Daydream Lane e.p. (Empty Tape)

Samlingsalbum
- 2011 – Phantom Tinnitus 1999-2009

Annat
- 2005 – People Don't Know What (Ines Boukov Records) (delad album: Talking To Teapots/Poney)